# Liste des planètes mineures non numérotées découvertes en juin 2010
Pour un article plus général, voir Liste des planètes mineures non numérotées découvertes en 2010.
Pour un article plus général, voir Liste des planètes mineures.
Cet article dresse la liste des planètes mineures (astéroïdes, centaures, objets transneptuniens et assimilés) non numérotées découvertes en juin 2010 dans l'ordre de leur découverte.
Au 15 janvier 2025, 661 077 des 1 434 993 planètes mineures répertoriées par le Centre des planètes mineures ne sont pas encore numérotées, soit 46,07 %.

## Rappel concernant la désignation provisoire
La désignation provisoire indique l'ordre de découverte de ces objets. En effet, cette désignation est composée de l'année de découverte (par exemple 2010) suivie de la quinzaine (demi-mois) de découverte (p.e. A = 1-15 janvier) puis de l'ordre de découverte dans cette quinzaine. Cet ordre est indiqué par une lettre et éventuellement un chiffre comme suit : A pour la première découverte, B pour la deuxième, ..., Z pour la 25e (le I n'est pas utilisé pour éviter la confusion avec 1), A1 pour la 26e, B1 pour la 27e, etc. , Z1 pour la 50e, A2 pour la 51e, B2 pour la 52e, etc. L'ordre de la numérotation ne suit donc pas l'ordre alphanumérique. 2010 AA1 suit ainsi 2010 AZ et précède 2010 AB1.

## Liste

### Du1erau 15 juin 2010
- 2010 LE
- 2010 LF
- 2010 LO
- 2010 LR
- 2010 LS
- 2010 LT
- 2010 LW
- 2010 LX
- 2010 LS1
- 2010 LZ1
- 2010 LA2
- 2010 LH2
- 2010 LL2
- 2010 LO2
- 2010 LP2
- 2010 LS2
- 2010 LV2
- 2010 LK3
- 2010 LL3
- 2010 LN3
- 2010 LX3
- 2010 LY3
- 2010 LG4
- 2010 LK4
- 2010 LV4
- 2010 LB5
- 2010 LF5
- 2010 LJ5
- 2010 LQ5
- 2010 LU5
- 2010 LA6
- 2010 LE6
- 2010 LH6
- 2010 LN6
- 2010 LO6
- 2010 LP6
- 2010 LQ6
- 2010 LR6
- 2010 LS6
- 2010 LT6
- 2010 LW6
- 2010 LA7
- 2010 LC7
- 2010 LG7
- 2010 LH7
- 2010 LJ7
- 2010 LS7
- 2010 LU7
- 2010 LN8
- 2010 LR8
- 2010 LS8
- 2010 LS9
- 2010 LX9
- 2010 LY9
- 2010 LE10
- 2010 LN10
- 2010 LO10
- 2010 LU10
- 2010 LV10
- 2010 LW10
- 2010 LH11
- 2010 LC12
- 2010 LN12
- 2010 LR12
- 2010 LV12
- 2010 LZ12
- 2010 LG13
- 2010 LM13
- 2010 LP13
- 2010 LQ13
- 2010 LR13
- 2010 LT13
- 2010 LA14
- 2010 LD14
- 2010 LE14
- 2010 LF14
- 2010 LH14
- 2010 LP14
- 2010 LC15
- 2010 LH15
- 2010 LK15
- 2010 LL15
- 2010 LO15
- 2010 LU15
- 2010 LX15
- 2010 LJ16
- 2010 LL16
- 2010 LM16
- 2010 LN16
- 2010 LP16
- 2010 LX16
- 2010 LZ16
- 2010 LA17
- 2010 LH17
- 2010 LJ17
- 2010 LP17
- 2010 LG18
- 2010 LH18
- 2010 LL18
- 2010 LB19
- 2010 LC19
- 2010 LD19
- 2010 LM19
- 2010 LN19
- 2010 LO19
- 2010 LU19
- 2010 LV19
- 2010 LZ19
- 2010 LA20
- 2010 LC20
- 2010 LD20
- 2010 LE20
- 2010 LM20
- 2010 LP20
- 2010 LS20
- 2010 LX20
- 2010 LY20
- 2010 LD21
- 2010 LG21
- 2010 LJ21
- 2010 LL21
- 2010 LO21
- 2010 LP21
- 2010 LQ21
- 2010 LR21
- 2010 LX21
- 2010 LY21
- 2010 LB22
- 2010 LJ22
- 2010 LK22
- 2010 LL22
- 2010 LM22
- 2010 LU22
- 2010 LF23
- 2010 LL23
- 2010 LO23
- 2010 LQ23
- 2010 LT23
- 2010 LY23
- 2010 LB24
- 2010 LL24
- 2010 LY24
- 2010 LA25
- 2010 LC25
- 2010 LD25
- 2010 LF25
- 2010 LJ25
- 2010 LN25
- 2010 LT25
- 2010 LY25
- 2010 LZ25
- 2010 LC26
- 2010 LK26
- 2010 LM26
- 2010 LO26
- 2010 LX26
- 2010 LC27
- 2010 LL27
- 2010 LU27
- 2010 LB28
- 2010 LE28
- 2010 LH28
- 2010 LO28
- 2010 LQ28
- 2010 LR28
- 2010 LY28
- 2010 LB29
- 2010 LD29
- 2010 LE29
- 2010 LF29
- 2010 LG29
- 2010 LL29
- 2010 LP29
- 2010 LQ29
- 2010 LS29
- 2010 LU29
- 2010 LB30
- 2010 LG30
- 2010 LH30
- 2010 LL30
- 2010 LN30
- 2010 LO30
- 2010 LP30
- 2010 LS30
- 2010 LE31
- 2010 LJ31
- 2010 LQ31
- 2010 LY31
- 2010 LC32
- 2010 LK32
- 2010 LL32
- 2010 LN32
- 2010 LP32
- 2010 LT32
- 2010 LX32
- 2010 LL33
- 2010 LP33
- 2010 LQ33
- 2010 LA34
- 2010 LD34
- 2010 LK34
- 2010 LM34
- 2010 LQ35
- 2010 LR35
- 2010 LU35
- 2010 LF36
- 2010 LH36
- 2010 LJ36
- 2010 LO36
- 2010 LW36
- 2010 LZ36
- 2010 LA37
- 2010 LE37
- 2010 LH37
- 2010 LR37
- 2010 LS37
- 2010 LV37
- 2010 LW37
- 2010 LX37
- 2010 LY37
- 2010 LZ37
- 2010 LC38
- 2010 LG38
- 2010 LL38
- 2010 LO38
- 2010 LP38
- 2010 LZ38
- 2010 LB39
- 2010 LE39
- 2010 LJ39
- 2010 LN39
- 2010 LQ39
- 2010 LB40
- 2010 LF40
- 2010 LK40
- 2010 LO40
- 2010 LP40
- 2010 LQ40
- 2010 LS40
- 2010 LT40
- 2010 LX40
- 2010 LE41
- 2010 LJ41
- 2010 LM41
- 2010 LQ41
- 2010 LT41
- 2010 LX41
- 2010 LA42
- 2010 LB42
- 2010 LD42
- 2010 LF42
- 2010 LM42
- 2010 LN42
- 2010 LO42
- 2010 LQ42
- 2010 LX42
- 2010 LE43
- 2010 LJ43
- 2010 LK43
- 2010 LS43
- 2010 LX43
- 2010 LZ43
- 2010 LA44
- 2010 LE44
- 2010 LP44
- 2010 LQ44
- 2010 LR44
- 2010 LS44
- 2010 LZ44
- 2010 LC45
- 2010 LM45
- 2010 LB46
- 2010 LG46
- 2010 LH46
- 2010 LK46
- 2010 LL46
- 2010 LW46
- 2010 LY46
- 2010 LD47
- 2010 LL47
- 2010 LO47
- 2010 LU47
- 2010 LY47
- 2010 LZ47
- 2010 LO48
- 2010 LR48
- 2010 LV48
- 2010 LX48
- 2010 LZ48
- 2010 LE49
- 2010 LK49
- 2010 LM49
- 2010 LN49
- 2010 LO49
- 2010 LP49
- 2010 LZ49
- 2010 LA50
- 2010 LE50
- 2010 LM50
- 2010 LO50
- 2010 LP50
- 2010 LU50
- 2010 LV50
- 2010 LH51
- 2010 LL51
- 2010 LQ51
- 2010 LC52
- 2010 LF52
- 2010 LM52
- 2010 LN52
- 2010 LP52
- 2010 LR52
- 2010 LS52
- 2010 LT52
- 2010 LV52
- 2010 LZ52
- 2010 LA53
- 2010 LB53
- 2010 LC53
- 2010 LF53
- 2010 LK53
- 2010 LR53
- 2010 LW53
- 2010 LC54
- 2010 LH54
- 2010 LL54
- 2010 LM54
- 2010 LQ54
- 2010 LR54
- 2010 LX54
- 2010 LY54
- 2010 LD55
- 2010 LE55
- 2010 LH55
- 2010 LK55
- 2010 LM55
- 2010 LN55
- 2010 LE56
- 2010 LN56
- 2010 LO56
- 2010 LP56
- 2010 LS56
- 2010 LV56
- 2010 LW56
- 2010 LX56
- 2010 LA57
- 2010 LF57
- 2010 LH57
- 2010 LS57
- 2010 LW57
- 2010 LS58
- 2010 LA59
- 2010 LD59
- 2010 LE59
- 2010 LF59
- 2010 LH59
- 2010 LN59
- 2010 LO59
- 2010 LP59
- 2010 LQ59
- 2010 LW59
- 2010 LB60
- 2010 LH60
- 2010 LB61
- 2010 LG61
- 2010 LJ61
- 2010 LK61
- 2010 LT61
- 2010 LG62
- 2010 LU62
- 2010 LA63
- 2010 LZ63
- 2010 LA64
- 2010 LB64
- 2010 LC64
- 2010 LD64
- 2010 LF64
- 2010 LG64
- 2010 LJ64
- 2010 LM64
- 2010 LN64
- 2010 LB65
- 2010 LN65
- 2010 LP65
- 2010 LQ65
- 2010 LS65
- 2010 LB66
- 2010 LN66
- 2010 LY66
- 2010 LB67
- 2010 LD67
- 2010 LX67
- 2010 LA68
- 2010 LE68
- 2010 LJ68
- 2010 LK68
- 2010 LL68
- 2010 LM68
- 2010 LN68
- 2010 LP68
- 2010 LQ68
- 2010 LT68
- 2010 LU68
- 2010 LX68
- 2010 LN69
- 2010 LU69
- 2010 LW69
- 2010 LB70
- 2010 LD70
- 2010 LH70
- 2010 LK70
- 2010 LO70
- 2010 LV70
- 2010 LW70
- 2010 LZ70
- 2010 LB71
- 2010 LF71
- 2010 LP71
- 2010 LW71
- 2010 LZ71
- 2010 LF72
- 2010 LK72
- 2010 LL72
- 2010 LM72
- 2010 LN72
- 2010 LQ72
- 2010 LS72
- 2010 LZ72
- 2010 LA73
- 2010 LC73
- 2010 LE73
- 2010 LG73
- 2010 LK73
- 2010 LN73
- 2010 LT73
- 2010 LU73
- 2010 LD74
- 2010 LF74
- 2010 LG74
- 2010 LQ74
- 2010 LW74
- 2010 LX74
- 2010 LY74
- 2010 LB75
- 2010 LH75
- 2010 LJ75
- 2010 LM75
- 2010 LT75
- 2010 LX75
- 2010 LA76
- 2010 LJ76
- 2010 LP76
- 2010 LQ76
- 2010 LB77
- 2010 LH77
- 2010 LQ77
- 2010 LB78
- 2010 LF78
- 2010 LM78
- 2010 LP78
- 2010 LS78
- 2010 LZ78
- 2010 LC79
- 2010 LE79
- 2010 LG79
- 2010 LL79
- 2010 LN79
- 2010 LQ79
- 2010 LC80
- 2010 LF80
- 2010 LM80
- 2010 LW80
- 2010 LY80
- 2010 LB81
- 2010 LE81
- 2010 LH81
- 2010 LM81
- 2010 LV81
- 2010 LW81
- 2010 LX81
- 2010 LH82
- 2010 LM82
- 2010 LN82
- 2010 LX82
- 2010 LE83
- 2010 LG83
- 2010 LP83
- 2010 LQ83
- 2010 LU83
- 2010 LX83
- 2010 LY83
- 2010 LG84
- 2010 LL84
- 2010 LM84
- 2010 LO84
- 2010 LQ84
- 2010 LR84
- 2010 LS84
- 2010 LY84
- 2010 LZ84
- 2010 LF85
- 2010 LJ85
- 2010 LL85
- 2010 LO85
- 2010 LP85
- 2010 LT85
- 2010 LD86
- 2010 LF86
- 2010 LG86
- 2010 LH86
- 2010 LL86
- 2010 LN86
- 2010 LP86
- 2010 LR86
- 2010 LU86
- 2010 LV86
- 2010 LZ86
- 2010 LB87
- 2010 LH87
- 2010 LM87
- 2010 LN87
- 2010 LP87
- 2010 LX87
- 2010 LY87
- 2010 LE88
- 2010 LG88
- 2010 LH88
- 2010 LL88
- 2010 LR88
- 2010 LU88
- 2010 LV88
- 2010 LW88
- 2010 LX88
- 2010 LA89
- 2010 LJ89
- 2010 LN89
- 2010 LY89
- 2010 LE90
- 2010 LL90
- 2010 LO90
- 2010 LQ90
- 2010 LT90
- 2010 LY90
- 2010 LA91
- 2010 LB91
- 2010 LO91
- 2010 LR91
- 2010 LU91
- 2010 LB92
- 2010 LG92
- 2010 LJ92
- 2010 LL92
- 2010 LV92
- 2010 LA93
- 2010 LB93
- 2010 LC93
- 2010 LD93
- 2010 LJ93
- 2010 LL93
- 2010 LU93
- 2010 LW93
- 2010 LX93
- 2010 LC94
- 2010 LD94
- 2010 LP94
- 2010 LR94
- 2010 LV94
- 2010 LD95
- 2010 LE95
- 2010 LK95
- 2010 LN95
- 2010 LR95
- 2010 LS95
- 2010 LV95
- 2010 LX95
- 2010 LY95
- 2010 LG96
- 2010 LH96
- 2010 LU96
- 2010 LV96
- 2010 LW96
- 2010 LX96
- 2010 LD97
- 2010 LH97
- 2010 LN97
- 2010 LO97
- 2010 LP97
- 2010 LZ97
- 2010 LF98
- 2010 LQ98
- 2010 LA99
- 2010 LD99
- 2010 LG99
- 2010 LJ99
- 2010 LT99
- 2010 LW99
- 2010 LY99
- 2010 LZ99
- 2010 LC100
- 2010 LF100
- 2010 LM100
- 2010 LC101
- 2010 LJ101
- 2010 LN101
- 2010 LS101
- 2010 LA102
- 2010 LB102
- 2010 LD102
- 2010 LH102
- 2010 LK102
- 2010 LM102
- 2010 LO102
- 2010 LR102
- 2010 LW102
- 2010 LB103
- 2010 LC103
- 2010 LJ103
- 2010 LK103
- 2010 LL103
- 2010 LM103
- 2010 LV103
- 2010 LF104
- 2010 LM104
- 2010 LD105
- 2010 LF105
- 2010 LC106
- 2010 LG106
- 2010 LH106
- 2010 LJ107
- 2010 LK107
- 2010 LM107
- 2010 LR107
- 2010 LC108
- 2010 LL108
- 2010 LS108
- 2010 LU108
- 2010 LV108
- 2010 LW108
- 2010 LZ108
- 2010 LH109
- 2010 LK109
- 2010 LT109
- 2010 LB111
- 2010 LM111
- 2010 LC112
- 2010 LR112
- 2010 LV112
- 2010 LY114
- 2010 LB115
- 2010 LF115
- 2010 LM115
- 2010 LN115
- 2010 LQ115
- 2010 LU115
- 2010 LV115
- 2010 LW115
- 2010 LA116
- 2010 LB116
- 2010 LJ116
- 2010 LK116
- 2010 LS116
- 2010 LV116
- 2010 LY116
- 2010 LZ116
- 2010 LB117
- 2010 LJ117
- 2010 LU117
- 2010 LZ117
- 2010 LF118
- 2010 LK118
- 2010 LP118
- 2010 LX118
- 2010 LA119
- 2010 LG119
- 2010 LH119
- 2010 LM119
- 2010 LN119
- 2010 LP119
- 2010 LQ119
- 2010 LU119
- 2010 LB120
- 2010 LE120
- 2010 LT120
- 2010 LD121
- 2010 LM121
- 2010 LP121
- 2010 LU121
- 2010 LV121
- 2010 LC122
- 2010 LH122
- 2010 LL122
- 2010 LM122
- 2010 LV122
- 2010 LX122
- 2010 LB123
- 2010 LD123
- 2010 LG123
- 2010 LH123
- 2010 LV123
- 2010 LW123
- 2010 LC124
- 2010 LD124
- 2010 LE124
- 2010 LG124
- 2010 LH124
- 2010 LN124
- 2010 LO124
- 2010 LP124
- 2010 LR124
- 2010 LZ124
- 2010 LC125
- 2010 LE125
- 2010 LK125
- 2010 LL125
- 2010 LV125
- 2010 LB126
- 2010 LC126
- 2010 LJ126
- 2010 LK126
- 2010 LL126
- 2010 LM126
- 2010 LR126
- 2010 LU126
- 2010 LV126
- 2010 LY126
- 2010 LZ126
- 2010 LD127
- 2010 LH127
- 2010 LL127
- 2010 LN127
- 2010 LW127
- 2010 LG128
- 2010 LH128
- 2010 LJ128
- 2010 LK128
- 2010 LN128
- 2010 LP128
- 2010 LQ128
- 2010 LS128
- 2010 LU128
- 2010 LV128
- 2010 LY128
- 2010 LB129
- 2010 LC129
- 2010 LF129
- 2010 LO129
- 2010 LP129
- 2010 LQ129
- 2010 LY129
- 2010 LB130
- 2010 LF130
- 2010 LG130
- 2010 LH130
- 2010 LK130
- 2010 LM130
- 2010 LN130
- 2010 LP130
- 2010 LS130
- 2010 LC131
- 2010 LF131
- 2010 LH131
- 2010 LQ131
- 2010 LS131
- 2010 LA132
- 2010 LE132
- 2010 LJ132
- 2010 LN132
- 2010 LS132
- 2010 LT132
- 2010 LU132
- 2010 LW132
- 2010 LX132
- 2010 LZ132
- 2010 LA133
- 2010 LD133
- 2010 LG133
- 2010 LQ133
- 2010 LZ133
- 2010 LN134
- 2010 LR134
- 2010 LU134
- 2010 LJ136
- 2010 LP136
- 2010 LX136
- 2010 LB137
- 2010 LJ137
- 2010 LA138
- 2010 LC139
- 2010 LE139
- 2010 LH139
- 2010 LK139
- 2010 LO139
- 2010 LP139
- 2010 LK140
- 2010 LN140
- 2010 LQ140
- 2010 LA141
- 2010 LD141
- 2010 LH141
- 2010 LD142
- 2010 LH143
- 2010 LK143
- 2010 LN143
- 2010 LP143
- 2010 LS144
- 2010 LV144
- 2010 LD145
- 2010 LE145
- 2010 LS145
- 2010 LW145
- 2010 LX145
- 2010 LN146
- 2010 LT146
- 2010 LT147
- 2010 LZ147
- 2010 LA148
- 2010 LW148
- 2010 LY148
- 2010 LZ148
- 2010 LB149
- 2010 LB150
- 2010 LM150
- 2010 LC151
- 2010 LE151
- 2010 LH151
- 2010 LJ151
- 2010 LX151
- 2010 LY151
- 2010 LE152
- 2010 LW152
- 2010 LD153
- 2010 LH153
- 2010 LJ153
- 2010 LM153
- 2010 LN153
- 2010 LA154
- 2010 LN154
- 2010 LU154
- 2010 LP155
- 2010 LD156
- 2010 LE156
- 2010 LG156
- 2010 LH156
- 2010 LJ156
- 2010 LE157
- 2010 LG157
- 2010 LO157
- 2010 LX157
- 2010 LK158
- 2010 LO158
- 2010 LP158
- 2010 LQ158
- 2010 LV158
- 2010 LZ158
- 2010 LA159
- 2010 LC159
- 2010 LD159
- 2010 LE159
- 2010 LF159
- 2010 LK159
- 2010 LN159
- 2010 LO159
- 2010 LQ159
- 2010 LR159
- 2010 LT159
- 2010 LA160
- 2010 LB160
- 2010 LD160

### Du 16 au 30 juin 2010
- 2010 MA
- 2010 MB
- 2010 MC
- 2010 MJ
- 2010 MQ
- 2010 MV
- 2010 MB1
- 2010 ME1
- 2010 MG1
- 2010 MH1
- 2010 MJ1
- 2010 MO1
- 2010 MP1
- 2010 MS1
- 2010 MW1
- 2010 MX1
- 2010 MY1
- 2010 MZ1
- 2010 MD2
- 2010 ME2
- 2010 MF2
- 2010 MJ2
- 2010 MO2
- 2010 MQ2
- 2010 MP3
- 2010 MT3
- 2010 MD4
- 2010 MY4
- 2010 MH5
- 2010 MP5
- 2010 MS5
- 2010 MV5
- 2010 MW5
- 2010 MX5
- 2010 MY5
- 2010 MZ5
- 2010 MD6
- 2010 ME6
- 2010 MH6
- 2010 MK6
- 2010 ML6
- 2010 MT6
- 2010 MY6
- 2010 MB7
- 2010 ME7
- 2010 MF7
- 2010 MH7
- 2010 ML7
- 2010 MQ7
- 2010 MS7
- 2010 MU7
- 2010 MV7
- 2010 MZ7
- 2010 MD8
- 2010 ME8
- 2010 MM8
- 2010 MP8
- 2010 MV8
- 2010 MW8
- 2010 MX8
- 2010 MJ9
- 2010 MQ9
- 2010 MU9
- 2010 MW9
- 2010 MG10
- 2010 MH10
- 2010 MJ10
- 2010 ML10
- 2010 MO10
- 2010 MP10
- 2010 MQ10
- 2010 MS10
- 2010 MB11
- 2010 ME11
- 2010 MN11
- 2010 MR11
- 2010 MX11
- 2010 MZ11
- 2010 MB12
- 2010 MD12
- 2010 MH12
- 2010 MP12
- 2010 MW12
- 2010 MX12
- 2010 MZ12
- 2010 MF13
- 2010 MJ13
- 2010 MN13
- 2010 MO13
- 2010 MQ13
- 2010 MT13
- 2010 MV13
- 2010 MK14
- 2010 ML14
- 2010 MM14
- 2010 MN14
- 2010 MO14
- 2010 MS14
- 2010 MZ14
- 2010 MB15
- 2010 MC15
- 2010 MD15
- 2010 MF15
- 2010 MW15
- 2010 MF16
- 2010 MH16
- 2010 MP16
- 2010 MQ16
- 2010 MR16
- 2010 MV16
- 2010 MW16
- 2010 MB17
- 2010 MC17
- 2010 MD17
- 2010 MK17
- 2010 MM17
- 2010 MN17
- 2010 MR17
- 2010 MY17
- 2010 MA18
- 2010 MB18
- 2010 MD18
- 2010 MJ18
- 2010 ML18
- 2010 MP18
- 2010 MU18
- 2010 MA19
- 2010 MB19
- 2010 MK19
- 2010 MM19
- 2010 MV19
- 2010 MX19
- 2010 MY19
- 2010 MD20
- 2010 ML20
- 2010 MN20
- 2010 MP20
- 2010 MQ20
- 2010 MX20
- 2010 MY20
- 2010 MB21
- 2010 MG21
- 2010 MO21
- 2010 MP21
- 2010 MW21
- 2010 MX21
- 2010 MA22
- 2010 ML22
- 2010 MU22
- 2010 MW22
- 2010 MZ22
- 2010 MB23
- 2010 MH23
- 2010 MK23
- 2010 MT23
- 2010 MV23
- 2010 MY23
- 2010 ME24
- 2010 MF24
- 2010 ML24
- 2010 MN24
- 2010 MT24
- 2010 MW24
- 2010 MX24
- 2010 MC25
- 2010 MD25
- 2010 MJ25
- 2010 ML25
- 2010 MU25
- 2010 MW25
- 2010 MH26
- 2010 MU26
- 2010 MW26
- 2010 MJ27
- 2010 MP27
- 2010 MZ27
- 2010 MB28
- 2010 ME28
- 2010 MK28
- 2010 MW28
- 2010 MZ28
- 2010 MD29
- 2010 ME29
- 2010 MH29
- 2010 MK29
- 2010 MP29
- 2010 MR29
- 2010 MT29
- 2010 MW29
- 2010 MX29
- 2010 MB30
- 2010 MH30
- 2010 MK30
- 2010 MM30
- 2010 MU30
- 2010 MW30
- 2010 MA31
- 2010 MB31
- 2010 ME31
- 2010 MM31
- 2010 MO31
- 2010 MP31
- 2010 MX31
- 2010 MY31
- 2010 MC32
- 2010 ME32
- 2010 MP32
- 2010 MB33
- 2010 MC33
- 2010 ME33
- 2010 MG33
- 2010 MR33
- 2010 MX33
- 2010 MC34
- 2010 MG34
- 2010 MM34
- 2010 MN34
- 2010 MO34
- 2010 MB35
- 2010 MC35
- 2010 MD35
- 2010 ME35
- 2010 MJ35
- 2010 MM35
- 2010 MU35
- 2010 MZ35
- 2010 MB36
- 2010 MG36
- 2010 MJ36
- 2010 MX36
- 2010 ME37
- 2010 MJ37
- 2010 MS37
- 2010 MX37
- 2010 MH38
- 2010 MJ38
- 2010 ML38
- 2010 MO38
- 2010 MP38
- 2010 MJ39
- 2010 MS39
- 2010 MU39
- 2010 MX39
- 2010 MY39
- 2010 MZ39
- 2010 MA40
- 2010 MB40
- 2010 MC40
- 2010 MM40
- 2010 MN40
- 2010 MQ40
- 2010 MT40
- 2010 MV40
- 2010 MB41
- 2010 MH41
- 2010 ML41
- 2010 MM41
- 2010 MO41
- 2010 MV41
- 2010 MW41
- 2010 MY41
- 2010 MA42
- 2010 MF42
- 2010 MH42
- 2010 MN42
- 2010 MT42
- 2010 MV42
- 2010 MZ42
- 2010 MG43
- 2010 MK43
- 2010 MM43
- 2010 MT43
- 2010 MW43
- 2010 MC44
- 2010 MH44
- 2010 MK44
- 2010 MM44
- 2010 MN44
- 2010 MQ44
- 2010 MR44
- 2010 MS44
- 2010 MX44
- 2010 MY44
- 2010 MB45
- 2010 MD45
- 2010 MK45
- 2010 ML45
- 2010 MW45
- 2010 MB46
- 2010 MK46
- 2010 ML46
- 2010 MR46
- 2010 MW46
- 2010 MD47
- 2010 MJ47
- 2010 ML47
- 2010 MP47
- 2010 MQ47
- 2010 MS47
- 2010 MT47
- 2010 MB48
- 2010 MD48
- 2010 ME48
- 2010 MG48
- 2010 MP48
- 2010 MS48
- 2010 MW48
- 2010 MX48
- 2010 ML49
- 2010 MR49
- 2010 MX49
- 2010 MA50
- 2010 MB50
- 2010 MD50
- 2010 MP50
- 2010 MV50
- 2010 MX50
- 2010 MZ50
- 2010 MA51
- 2010 MD51
- 2010 ME51
- 2010 MG51
- 2010 MH51
- 2010 MJ51
- 2010 ML51
- 2010 MR51
- 2010 MW51
- 2010 MB52
- 2010 MC52
- 2010 MD52
- 2010 ME52
- 2010 MG52
- 2010 MH52
- 2010 MM52
- 2010 MP52
- 2010 MT52
- 2010 MC53
- 2010 ME53
- 2010 MG53
- 2010 MH53
- 2010 MM53
- 2010 MT53
- 2010 MC54
- 2010 MD54
- 2010 MG54
- 2010 MN54
- 2010 MQ54
- 2010 MV54
- 2010 MA55
- 2010 MD55
- 2010 MF55
- 2010 MJ55
- 2010 MN55
- 2010 MQ55
- 2010 MS55
- 2010 MV55
- 2010 MX55
- 2010 MD56
- 2010 MX56
- 2010 MB57
- 2010 MF57
- 2010 MG57
- 2010 MH57
- 2010 MN57
- 2010 MZ57
- 2010 MA58
- 2010 MC58
- 2010 MG58
- 2010 MK58
- 2010 MM58
- 2010 MX58
- 2010 MZ58
- 2010 MA59
- 2010 MC59
- 2010 MQ59
- 2010 MU59
- 2010 MY59
- 2010 MZ59
- 2010 MD60
- 2010 MF60
- 2010 MG60
- 2010 MH60
- 2010 MN60
- 2010 MS60
- 2010 MT60
- 2010 MV60
- 2010 MY60
- 2010 ME61
- 2010 MH61
- 2010 MP61
- 2010 MQ61
- 2010 MU61
- 2010 MD62
- 2010 MH62
- 2010 MK62
- 2010 ML62
- 2010 MT62
- 2010 MV62
- 2010 MB63
- 2010 ML63
- 2010 MQ63
- 2010 MZ63
- 2010 MA64
- 2010 MB64
- 2010 ME64
- 2010 MK64
- 2010 MO64
- 2010 MQ64
- 2010 MR64
- 2010 MW64
- 2010 MY64
- 2010 ME65
- 2010 ML65
- 2010 MN65
- 2010 MU65
- 2010 MF66
- 2010 MG66
- 2010 MK66
- 2010 MM66
- 2010 MS66
- 2010 MB67
- 2010 MK67
- 2010 MM67
- 2010 MO67
- 2010 MW67
- 2010 MY67
- 2010 MN68
- 2010 MO68
- 2010 MT68
- 2010 MA69
- 2010 MD69
- 2010 ME69
- 2010 MN69
- 2010 MQ69
- 2010 MT69
- 2010 MU69
- 2010 MV69
- 2010 MZ69
- 2010 MD70
- 2010 MJ70
- 2010 MK70
- 2010 MQ70
- 2010 MZ70
- 2010 MD71
- 2010 ME71
- 2010 MX71
- 2010 MY71
- 2010 MN72
- 2010 MP72
- 2010 MQ72
- 2010 MV72
- 2010 MX72
- 2010 MY72
- 2010 MZ72
- 2010 MA73
- 2010 MG73
- 2010 MQ73
- 2010 MR73
- 2010 MT73
- 2010 MU73
- 2010 MW73
- 2010 MN74
- 2010 MP74
- 2010 MV74
- 2010 MX74
- 2010 MF75
- 2010 MJ75
- 2010 MN75
- 2010 MQ75
- 2010 MR75
- 2010 MM76
- 2010 MN76
- 2010 MR76
- 2010 MW76
- 2010 MX76
- 2010 MY76
- 2010 MK77
- 2010 MO77
- 2010 MR77
- 2010 MU77
- 2010 MZ77
- 2010 MO78
- 2010 MQ78
- 2010 MR78
- 2010 MU78
- 2010 MY78
- 2010 MZ78
- 2010 MH79
- 2010 MJ79
- 2010 MK79
- 2010 ML79
- 2010 MR79
- 2010 MV79
- 2010 MW79
- 2010 MZ79
- 2010 ML80
- 2010 MN80
- 2010 MU80
- 2010 MW80
- 2010 MX80
- 2010 MY80
- 2010 MD81
- 2010 MG81
- 2010 MP81
- 2010 MV81
- 2010 MZ81
- 2010 MG82
- 2010 MJ82
- 2010 MO82
- 2010 MM83
- 2010 MP83
- 2010 MT83
- 2010 MU83
- 2010 MK84
- 2010 MN84
- 2010 MP84
- 2010 MT84
- 2010 MB85
- 2010 ME85
- 2010 MF85
- 2010 MQ85
- 2010 ML86
- 2010 MS86
- 2010 MT86
- 2010 MV86
- 2010 MY86
- 2010 MZ86
- 2010 MA87
- 2010 MO87
- 2010 MT87
- 2010 MZ87
- 2010 MB88
- 2010 MX88
- 2010 MA89
- 2010 MF89
- 2010 MJ89
- 2010 MK89
- 2010 MO89
- 2010 MR89
- 2010 MS89
- 2010 MA90
- 2010 MC90
- 2010 MH90
- 2010 MN90
- 2010 MO90
- 2010 MP90
- 2010 MS90
- 2010 MU90
- 2010 MV90
- 2010 MW90
- 2010 MX90
- 2010 MF91
- 2010 MH91
- 2010 MK91
- 2010 MN91
- 2010 MR91
- 2010 MB92
- 2010 MC92
- 2010 MD92
- 2010 MF92
- 2010 MH92
- 2010 MJ92
- 2010 MM92
- 2010 MR92
- 2010 MV92
- 2010 MW92
- 2010 MZ92
- 2010 MA93
- 2010 MC93
- 2010 ME93
- 2010 MJ93
- 2010 MK93
- 2010 ML93
- 2010 MW93
- 2010 MB94
- 2010 MC94
- 2010 MF94
- 2010 MG94
- 2010 MH94
- 2010 MM94
- 2010 MN94
- 2010 MV94
- 2010 MW94
- 2010 MX94
- 2010 MA95
- 2010 MB95
- 2010 MC95
- 2010 MG95
- 2010 MH95
- 2010 MK95
- 2010 MS95
- 2010 ME96
- 2010 MF96
- 2010 MJ96
- 2010 MR96
- 2010 MV96
- 2010 MD97
- 2010 ME97
- 2010 MF97
- 2010 MR97
- 2010 MW97
- 2010 MA98
- 2010 MC98
- 2010 MH98
- 2010 MN98
- 2010 MO98
- 2010 MV98
- 2010 MW98
- 2010 ME99
- 2010 MG99
- 2010 ML99
- 2010 MM99
- 2010 MO99
- 2010 MR99
- 2010 MV99
- 2010 ML100
- 2010 MR100
- 2010 MS100
- 2010 MV100
- 2010 MA101
- 2010 MC101
- 2010 MH101
- 2010 MU101
- 2010 MB102
- 2010 MN102
- 2010 MO102
- 2010 MU102
- 2010 MW102
- 2010 MX102
- 2010 MY102
- 2010 MB103
- 2010 MO103
- 2010 MQ103
- 2010 MW103
- 2010 MZ103
- 2010 MF104
- 2010 MK104
- 2010 MP104
- 2010 MW104
- 2010 MY104
- 2010 MG105
- 2010 MH105
- 2010 MK105
- 2010 MO105
- 2010 MK106
- 2010 MO106
- 2010 MP106
- 2010 MQ106
- 2010 MY106
- 2010 ME107
- 2010 MJ107
- 2010 MM107
- 2010 MN107
- 2010 MO107
- 2010 MY107
- 2010 MZ107
- 2010 MD108
- 2010 MH108
- 2010 MQ108
- 2010 MF109
- 2010 MH109
- 2010 MM109
- 2010 MN109
- 2010 MO109
- 2010 MQ109
- 2010 MT109
- 2010 MU109
- 2010 MX109
- 2010 MY109
- 2010 MG110
- 2010 ML110
- 2010 MP110
- 2010 ML111
- 2010 MN111
- 2010 MU111
- 2010 MU112
- 2010 MY112
- 2010 MZ112
- 2010 MA113
- 2010 MQ113
- 2010 MC114
- 2010 MF114
- 2010 MH114
- 2010 MK114
- 2010 MX114
- 2010 MY114
- 2010 MD115
- 2010 MN115
- 2010 MU115
- 2010 MF116
- 2010 MR116
- 2010 MC117
- 2010 ML117
- 2010 MQ117
- 2010 MS117
- 2010 MX117
- 2010 MD118
- 2010 MJ118
- 2010 MR118
- 2010 MU118
- 2010 MW118
- 2010 MT119
- 2010 MV119
- 2010 MW119
- 2010 MY119
- 2010 MJ120
- 2010 ML120
- 2010 MM120
- 2010 MU120
- 2010 MY120
- 2010 MZ120
- 2010 ML121
- 2010 MQ121
- 2010 MR121
- 2010 MT121
- 2010 MY121
- 2010 MH122
- 2010 MK122
- 2010 MU122
- 2010 MY122
- 2010 MZ122
- 2010 MN123
- 2010 MT123
- 2010 MY123
- 2010 MF125
- 2010 MG126
- 2010 MN126
- 2010 MX126
- 2010 MD127
- 2010 MF127
- 2010 MH127
- 2010 MR127
- 2010 MS127
- 2010 MF128
- 2010 ML128
- 2010 MS128
- 2010 MY128
- 2010 MZ128
- 2010 MO129
- 2010 MD130
- 2010 MA131
- 2010 MJ131
- 2010 MV131
- 2010 ME132
- 2010 MG132
- 2010 MY132
- 2010 ME133
- 2010 MK133
- 2010 MU133
- 2010 MP134
- 2010 MQ134
- 2010 MX134
- 2010 MA136
- 2010 MK136
- 2010 MR136
- 2010 MU136
- 2010 MW136
- 2010 MD137
- 2010 MT137
- 2010 MU137
- 2010 MF138
- 2010 MM138
- 2010 MS138
- 2010 MK139
- 2010 ML139
- 2010 MS139
- 2010 MG140
- 2010 MH140
- 2010 MM140
- 2010 MB141
- 2010 MJ141
- 2010 MW141
- 2010 MY141
- 2010 MH142
- 2010 MM142
- 2010 MR142
- 2010 MX142
- 2010 MX143
- 2010 ME145
- 2010 ML145
- 2010 MR145
- 2010 MS145
- 2010 MU145
- 2010 MB146
- 2010 MO146
- 2010 MR146
- 2010 MX147
- 2010 MC148
- 2010 ME148
- 2010 MG148
- 2010 MH148
- 2010 MS148
- 2010 MW148
- 2010 MX148
- 2010 MY148
- 2010 MZ148
- 2010 MB149
- 2010 MF149
- 2010 MG149
- 2010 MH149
- 2010 MK149
- 2010 ML149
- 2010 MQ149
- 2010 MR149
- 2010 MU149
- 2010 MY149
- 2010 MZ149
- 2010 MA150
- 2010 MB150
- 2010 MC150
- 2010 MF150
- 2010 MG150
- 2010 MH150
- 2010 MK150
- 2010 ML150
- 2010 MM150
- 2010 MN150
- 2010 MO150
- 2010 MP150
- 2010 MQ150
- 2010 MU150
- 2010 MW150
- 2010 MA151
- 2010 MB151
- 2010 MC151
- 2010 MD151
- 2010 MF151